# Sogndal Fotball
Maillots
Dernière mise à jour : 10 octobre 2024.
Le Sogndal Fotball est un club norvégien de football basé à Sogndal. 

Sparebanken Vest est son sponsor principal depuis 2008,,.

## Historique
- 1926 : fondation du club
- 1988 : le club termine 6e de division 1 (meilleur classement de son histoire)

## Palmarès
- Coupe de Norvège :
  - Finaliste : 1976

- Championnat de Norvège de deuxième division (2) :
  - Champion : 2010, 2015

## Logos de l'histoire du club

Ancien logo du club